# Jagoda Komorowska
Jagoda Komorowska (ur. 1943 w Wieluniu, zm. 5 marca 2020 w Warszawie) – polska dziennikarka modowa.

## Wykształcenie
Studiowała geografię na Uniwersytecie Łódzkim. Podczas studiów związana była z teatrem studenckim „Pstrąg”.

## Kariera

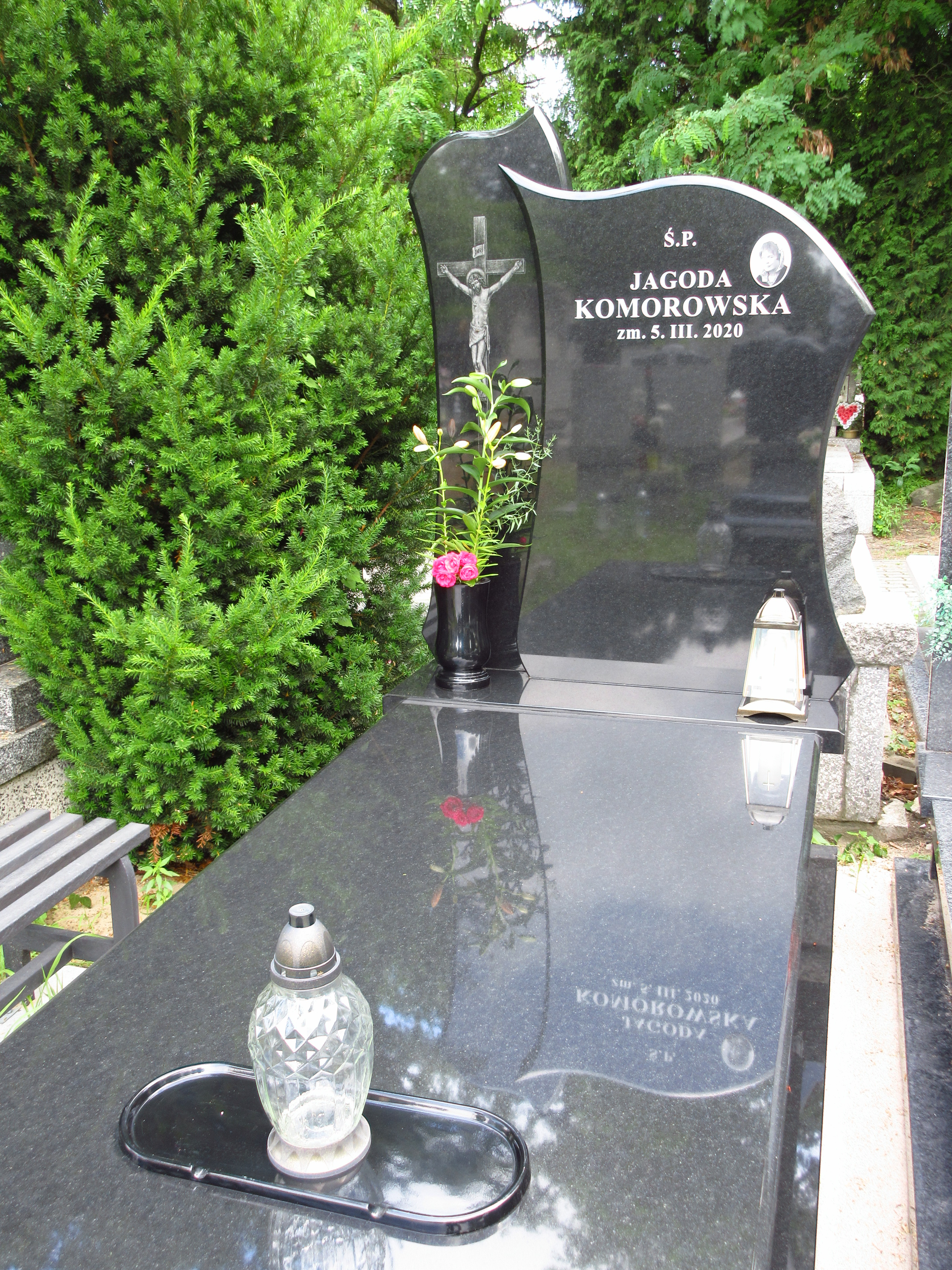
Grób Jagody Komorowskiej na cmentarzu Bródnowskim

Była dziennikarką działu modowego w magazynie „Gospodyni”, a następnie w „Przyjaciółce”. W latach 80. została redaktor naczelną kwartalnika „Moda”, który prowadziła do jego zamknięcia w 1989 roku. Po transformacji ustrojowej pismo zostało wznowione przez prywatnego wydawcę z tytułem „Moda Top” a Komorowskiej powierzono funkcje naczelnej. Kierowała nim do 2000 roku. Komorowska była również jurorką kapituły Złotego Medalu Międzynarodowych Targów Poznańskich, jurorką Oskarów Mody, współautorką telewizyjnych programów modowych. Uważna za promotorkę sukcesu Ewy Minge, Tomasza Ossolińskiego i Macieja Zienia.

## Nagrody
Odznaczona złotym medalem Polskiej Akademii Mody.
Od 2016 roku wchodziła w skład zarządu Zespołu Starszych Dziennikarzy w warszawskim oddziale Stowarzyszenia Dziennikarzy RP.

## Miejsce spoczynku
Pochowana na cmentarzu Bródnowskim (kwatera 76A-2-6).